# アルベルト・モンタニェス
アルベルト・モンタニェス・ロカ（Albert Montañés Roca, 1980年11月26日 - ）は、スペイン・カタルーニャ州タラゴナ県サン・カルラス・デ・ラ・ラーピタ出身の男子プロテニス選手。ランキング自己最高位はシングルス22位、ダブルス73位。ATPツアーでシングルス6勝、ダブルス2勝を挙げた。身長175cm、体重70kg。右利き、バックハンド・ストロークは片手打ち。「モンタネス」と呼ばれることも多い。

## 来歴
レプソル YPFで働く父フアン・フランシスコと専業主婦の母エロディアの間に3人兄弟の次男として生まれたアルベルトは、6歳から地元のテニスクラブでテニスを始めた。ジュニア時代はITFジュニアサーキットの大会に出たのは1大会だけで無名の存在であった。1999年にプロ転向。プロ転向後は順調にランクを上げていき、2001年7月に転向後僅か2年半でトップ100に到達すると、同年9月のBCRルーマニア・オープンではノーシードから初のツアー決勝に進出。ここではユーネス・エル・アイナウイに6-7(5), 6-7(2)のストレートで敗れた。

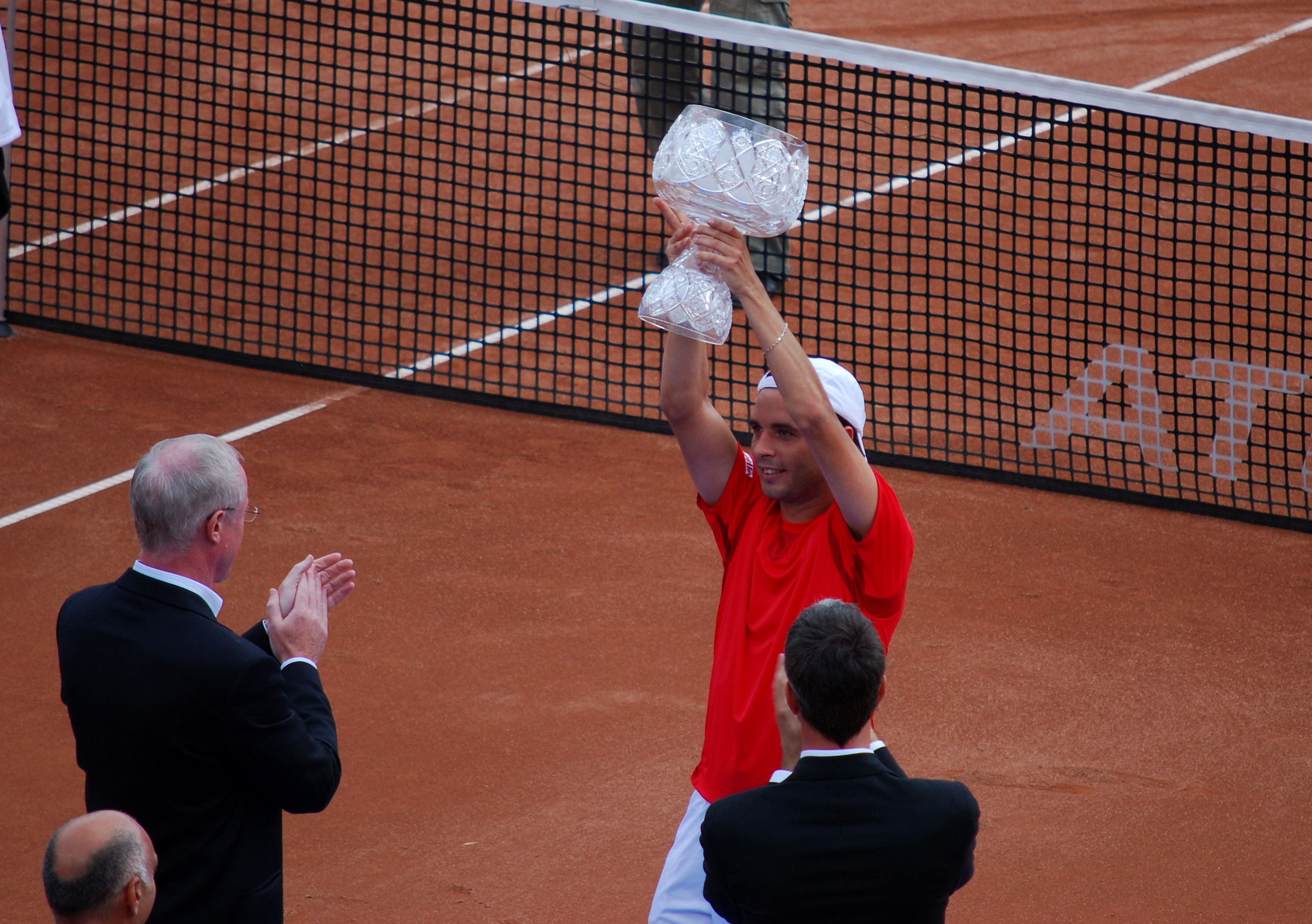
2009年ブカレスト大会優勝

2008年のオランダ・オープンでスティーブ・ダルシスを1–6, 7–5, 6–3で破り、5度目の決勝進出でシングルス初優勝を果たす。2009年と2010年はシングルスで2勝を挙げた。2010年8月に最高ランキングの22位を記録している。
4大大会では2009年までは3回戦進出が最高であったが、2010年の全米オープンで3回戦を対戦相手の錦織圭の途中棄権により勝利し初めて4回戦に進出。ロビン・セーデリングに6-4, 3-6, 2-6, 3-6で敗れた。
2013年4月のニース・オープンでは決勝でガエル・モンフィスを6–0, 7–6(3)で破り3年ぶりのツアー6勝目を挙げた。
2017年4月に、地元のバルセロナ・オープンを最後に現役を引退することを表明、現役最後の試合は2回戦のフェリシアーノ・ロペス戦で、2-6, 2-6で敗れた。
モンタニェスのシングルス6勝を含む11度のツアー決勝進出、ダブルスでの2度の優勝を含む6度のツアー決勝進出のうち、ハードサーフェスのカタール・エクソンモービル・オープンを除く全ての大会がクレーサーフェスという特色を持つ選手である。

## ATPツアー決勝進出結果

### シングルス: 11回 (6勝5敗)
| 大会グレード                            |
| グランドスラム (0-0)                    |
| ATPワールドツアー・ファイナル (0-0)     |
| ATPワールドツアー・マスターズ1000 (0-0) |
| ATPワールドツアー・500シリーズ (0-1)    |
| ATPワールドツアー・250シリーズ (6–4)    |

| サーフェス別タイトル |
| ハード (0–0)         |
| クレー (6-5)         |
| 芝 (0-0)             |
| カーペット (0-0)     |

| 結果   | No. | 決勝日        | 大会               | サーフェス | 対戦相手                   | スコア            |
| ------ | --- | ------------- | ------------------ | ---------- | -------------------------- | ----------------- |
| 準優勝 | 1.  | 2001年9月16日 | ブカレスト         | クレー     | ユーネス・エル・アイナウイ | 6–7(5), 6–7(2)    |
| 準優勝 | 2.  | 2004年4月19日 | バレンシア         | クレー     | フェルナンド・ベルダスコ   | 6–7(5), 3–6       |
| 準優勝 | 3.  | 2005年2月27日 | アカプルコ         | クレー     | ラファエル・ナダル         | 1–6, 0-6          |
| 準優勝 | 4.  | 2007年4月30日 | カサブランカ       | クレー     | ポール＝アンリ・マチュー   | 1–6, 1–6          |
| 優勝   | 1.  | 2008年7月20日 | アメルスフォールト | クレー     | スティーブ・ダルシス       | 1–6, 7–5, 6–3     |
| 優勝   | 2.  | 2009年5月10日 | エストリル         | クレー     | ジェームズ・ブレーク       | 5–7, 7–6(6), 6–0  |
| 優勝   | 3.  | 2009年9月27日 | ブカレスト         | クレー     | フアン・モナコ             | 7–6(2), 7–6(6)    |
| 優勝   | 4.  | 2010年5月9日  | エストリル         | クレー     | フレデリコ・ジル           | 6–2, 6–7(4), 7–5  |
| 優勝   | 5   | 2010年7月18日 | シュトゥットガルト | クレー     | ガエル・モンフィス         | 6–2, 1–2 途中棄権 |
| 準優勝 | 5.  | 2011年8月6日  | キッツビュール     | クレー     | ロビン・ハーセ             | 4–6, 6–4, 1–6     |
| 優勝   | 6.  | 2013年5月25日 | ニース             | クレー     | ガエル・モンフィス         | 6–0, 7–6(3)       |

### ダブルス: 6回 (2勝4敗)
| 結果   | No. | 決勝日        | 大会                 | サーフェス | パートナー                   | 対戦相手                                          | スコア           |
| ------ | --- | ------------- | -------------------- | ---------- | ---------------------------- | ------------------------------------------------- | ---------------- |
| 準優勝 | 1.  | 2007年1月29日 | ビニャ・デル・マール | クレー     | ルーベン・ラミレス・ヒダルゴ | ポール・カプデビル オスカル・エルナンデス         | 6–4, 4–6, [6–10] |
| 準優勝 | 2.  | 2007年2月12日 | コスタ・ド・サイペ   | クレー     | ルーベン・ラミレス・ヒダルゴ | ルーカス・ドロウヒー パベル・ビズネル             | 2–6, 6–7(4)      |
| 準優勝 | 3.  | 2007年2月18日 | ブエノスアイレス     | クレー     | ルーベン・ラミレス・ヒダルゴ | セバスチャン・プリエト マルティン・ガルシア       | 4–6, 2–6         |
| 準優勝 | 4.  | 2008年2月11日 | コスタ・ド・サイペ   | クレー     | サンティアゴ・ベントゥーラ   | マルセロ・メロ アンドレ・サ                       | 6–4, 2–6, [7–10] |
| 優勝   | 1.  | 2008年4月29日 | カサブランカ         | クレー     | サンティアゴ・ベントゥーラ   | ジェームス・セレターニ トッド・ペリー             | 6–1, 6–2         |
| 優勝   | 2.  | 2010年1月8日  | ドーハ               | ハード     | ギリェルモ・ガルシア＝ロペス | フランティシェク・チェルマク ミハル・メルティナク | 6–4, 7–5         |

## 4大大会シングルス成績
略語の説明
| W | F | SF | QF | #R | RR | Q# | LQ | A | Z# | PO | G | S | B | NMS | P | NH |

W=優勝, F=準優勝, SF=ベスト4, QF=ベスト8, #R=#回戦敗退, RR=ラウンドロビン敗退, Q#=予選#回戦敗退, LQ=予選敗退, A=大会不参加, Z#=デビスカップ/BJKカップ地域ゾーン, PO=デビスカップ/BJKカッププレーオフ, G=オリンピック金メダル, S=オリンピック銀メダル, B=オリンピック銅メダル, NMS=マスターズシリーズから降格, P=開催延期, NH=開催なし.
| 大会           | 2000 | 2001 | 2002 | 2003 | 2004 | 2005 | 2006 | 2007 | 2008 | 2009 | 2010 | 2011 | 2012 | 2013 | 2014 | 2015 | 2016 | 通算成績 |
| -------------- | ---- | ---- | ---- | ---- | ---- | ---- | ---- | ---- | ---- | ---- | ---- | ---- | ---- | ---- | ---- | ---- | ---- | -------- |
| 全豪オープン   | A    | A    | 1R   | 2R   | 1R   | 1R   | 1R   | 1R   | 1R   | 1R   | 3R   | 2R   | 1R   | 1R   | 1R   | A    | A    | 4–13     |
| 全仏オープン   | LQ   | 3R   | 3R   | 1R   | A    | 2R   | 3R   | 3R   | 2R   | 1R   | 3R   | 4R   | 1R   | 2R   | 1R   | LQ   | 1R   | 16–14    |
| ウィンブルドン | A    | A    | 1R   | 1R   | 2R   | 1R   | 1R   | 1R   | 2R   | 3R   | 3R   | 1R   | 1R   | 1R   | A    | LQ   | 1R   | 6–13     |
| 全米オープン   | A    | A    | 1R   | 1R   | 1R   | 2R   | 1R   | 1R   | 1R   | 1R   | 4R   | 1R   | 1R   | 1R   | 1R   | LQ   | LQ   | 4–13     |